# Emilio Hernández
Emilio Exequiel Hernández Hernández (* 14. September 1984 in Santiago) ist ein ehemaliger chilenischer Fußballspieler. Der offensive Mittelfeldspieler bestritt sieben Länderspiele für die chilenische Fußballnationalmannschaft und wurde auf Vereinsebene vier Mal nationaler Meister.

## Karriere

### Verein
Emilio Hernández, auch Choro genannt, begann seine Profikarriere 2005 bei Universidad de Chile und eroberte sich nach der Rückkehr von seiner Leihe 2006 zu Everton einen Stammplatz bei La U. Bei der Meisterschaft der Apertura 2009 gehörte er zu den Schlüsselspielern. Durch seine guten Leistungen verpflichtete der mexikanische Klub Cruz Azul den offensiven Mittelfeldspieler, wo er jedoch nicht überzeugen konnte und über die Argentinos Juniors 2012 zu Universidad de Chile zurückkehrte. Mit La U gewann er eine weitere Meisterschaft, wechselte aber noch 2012 zu Unión Española und 2013 zu CSD Colo-Colo. Mit den Albos holte er den Meistertitel der Clausura 2013/14. Anschließend spielte Hernández für weitere Vereine in Chile und Argentinien. 2018 beendete er seine Karriere bei Deportes Melipilla in der Primera B.

### Nationalmannschaft
Für die Nationalmannschaft debütierte Hernández im September 2008 beim Freundschaftsspiel gegen Mexiko. Insgesamt lief er bis Oktober 2010 in neun Länderspielen auf, zuletzt beim Freundschaftsspiel gegen den Oman.

## Erfolge
Universidad de Chile
- Chilenischer Meister: 2009-A, 2012-A

Argentinos Juniors
- Argentinischer Meister: 2009/10-C

Colo-Colo
- Chilenischer Meister: 2013/14-C